# Потапенко, Игнатий Николаевич
Игна́тий Никола́евич Пота́пенко (18 [30] декабря 1856, Белозёрка, Херсонская губерния — 17 мая 1929, Ленинград) — русский прозаик и драматург, один из самых популярных писателей 1890-х годов.

## В поисках
Отец Потапенко — Николай Афанасьевич Потапенко (1819—1903) — человек с необычной биографией, сменивший три сословия: еврей, забранный в 1832 году в кантонисты, дослужился до уланского корнета и получил дворянство, а в 1860 году, когда Игнатию было 4 года, принял священный сан.
Сам Потапенко, получив духовное образование (Херсонское духовное училище и Одесская семинария), затем учился в светских учебных заведениях (Новороссийский университет в Одессе, а с 1877 года — Петербургский университет; в 1878—1881 — Петербургская консерватория по классу вокала, не окончил ни университет, ни консерваторию). В 1885—1890 служил в Одессе, после возвращения в Петербург профессионально занялся писательством (хотя немного печатался уже в 1880-е годы).

## Потапенко, Чехов и Лика Мизинова

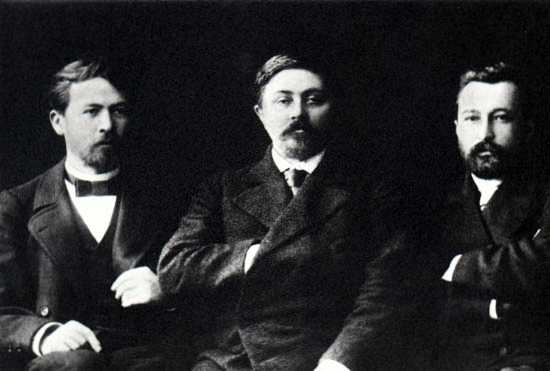
А. П. Чехов, Д. Н. Мамин-Сибиряк, И. Н. Потапенко

В 1889 году Потапенко завязал знакомство в Одессе с А. П. Чеховым, с 1893 у них сложились дружеские отношения, в последующий год Потапенко и Чехов подолгу гостили друг у друга и путешествовали вместе по России. В 1894 году модный писатель, опытный ловелас Потапенко в бытность в Мелихове познакомился с Ликой (Лидией Стахиевной) Мизиновой, безнадёжно влюблённой в Чехова.
Это знакомство, не без поощрения Чехова, переросло в связь, и вскоре Лика уехала в Париж с женатым Потапенко. Там у Лики родилась дочь Христина, умершая в детстве; Потапенко же вернулся к жене, угрожавшей самоубийством. Узнав о беременности Мизиновой, Чехов назвал Потапенко в частном письме к сестре Маше «жидом и свиньёй», а затем вывел его и Лику в «Чайке» в образах Тригорина (которому были приданы и черты самого Чехова) и Нины Заречной. В этой пьесе Чехов задел не только личную жизнь Потапенко, но и его писательские амбиции. Несмотря на это, тот не обиделся на Чехова, деятельно способствовал постановке «Чайки» в Александринском театре и поддерживал с ним контакты до самой его смерти, а затем написал воспоминания о Чехове.

## Беллетристика

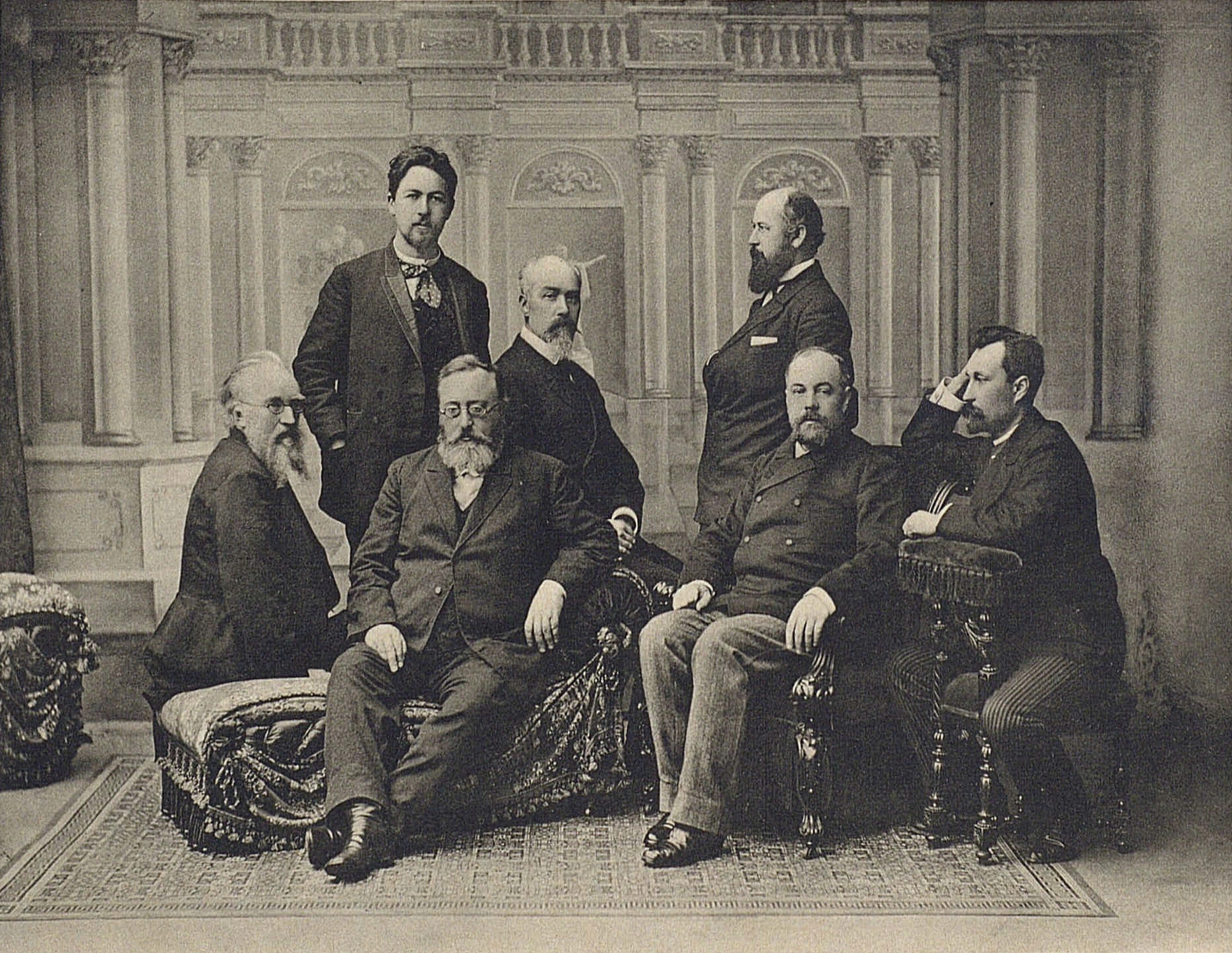
В редакции «Русской мысли»:
стоят — А. П. Чехов и В. А. Гольцев,
сидят — М. Н. Ремезов, М. А. Саблин,
И. И. Иванюков, В. М. Лавров, И. Н. Потапенко.

Начиная с повести «На действительной службе» и романа «Здравые понятия» (1890) складывается литературная репутация Потапенко. Это традиционный реалист, отзывавшийся на всё новые и новые «злободневные вопросы» современности (теория малых дел, «женский вопрос», положение врачей в деревне и т. п.), носитель «здорового», оптимистичного взгляда на жизнь («Свежий талант» — называлась одна из первых рецензий на его сочинения; его часто противопоставляли «унылому» Чехову). Положительно о ранних его вещах высказывался Н. С. Лесков.
Наконец, не случайно Потапенко в самом начале статьи о нём в словаре Брокгауза и Ефрона (ЭСБЕ, т. XXIVa, 1898) определён как «один из плодовитейших современных беллетристов» — его произведения регулярно публиковались в нескольких «толстых» журналах и еженедельниках, выходило по объёмному тому Собрания сочинений в год (в издательстве Ф. Ф. Павленкова с 1891), он писал также пьесы (не без успеха шли в Малом театре и провинции).
Необычайная продуктивность Потапенко (ЭСБЕ: «пишет П. так много, что это не может не отозваться на достоинстве его произведений, часто набросанных эскизно и с большими художественными недочетами») во многом была связана с необходимостью содержать две семьи (первая жена его ещё и шантажировала), а также с расходами на многочисленные интриги вроде истории с Мизиновой.
В 1890-е годы Потапенко «гремел на всю Россию» и в провинции был популярен больше, чем Лев Толстой. Его романы и рассказы переводились также на иностранные языки. Критика постепенно начинала отмечать слабость и дидактичность интриги в его сочинениях, неестественность «счастливого конца», всегда сопутствовавшего героям — «средне-хорошим людям» (программный роман — «Не герой», 1891). Гораздо выше оценивались критикой его очерки из южнорусской жизни и хорошо ему знакомого быта духовенства и певчих, а также юмористические вещи.

## Поздние годы

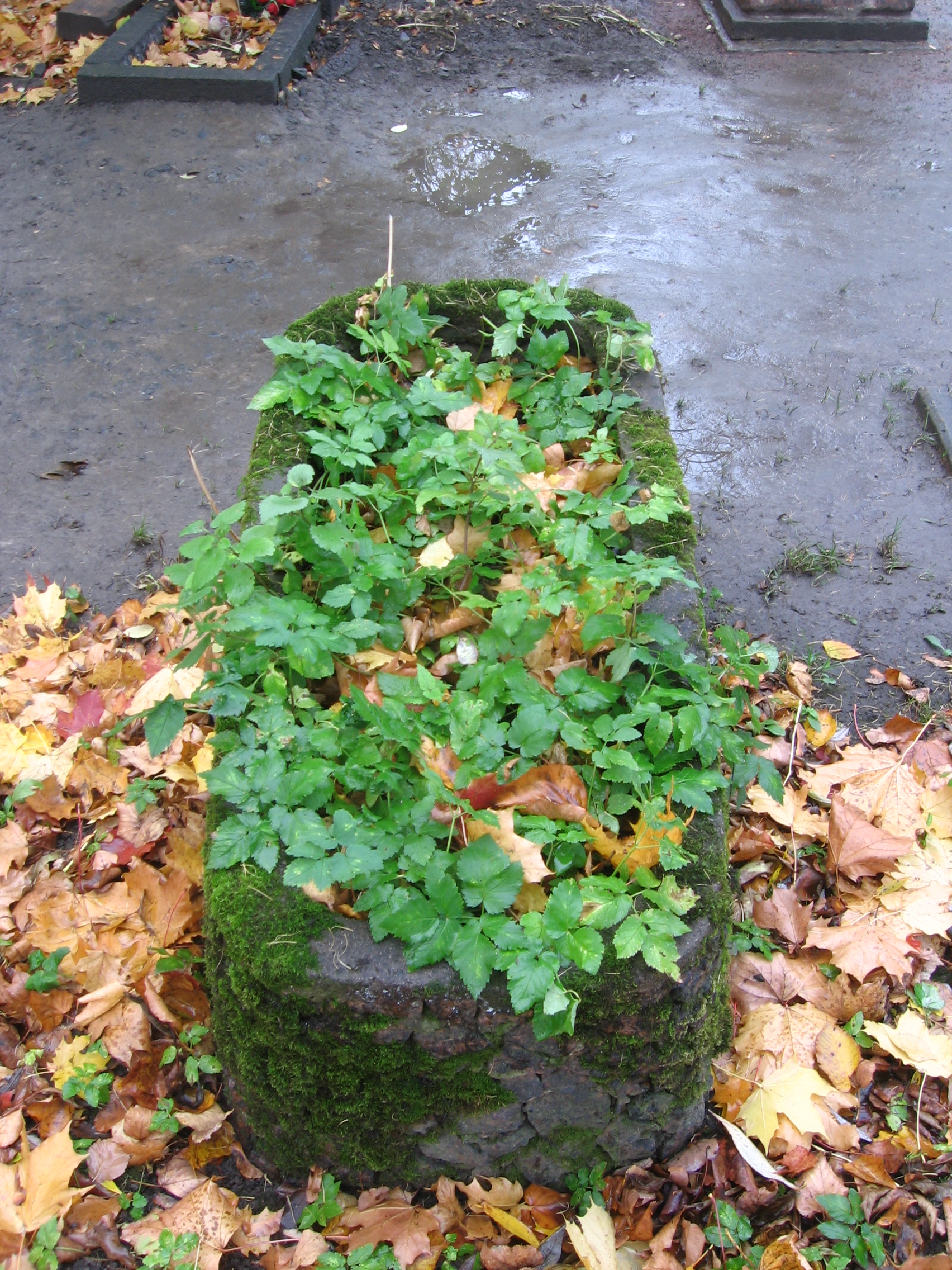
Могила И. Н. Потапенко на Литераторских мостках в заброшенном состоянии

На рубеже веков, с выходом на сцену нового поколения беллетристов — Горького, Куприна, Бунина, Андреева — Потапенко начал терять читателя, хотя писал по-прежнему много вплоть до 1907 года. Попытка издавать журнал (1903—1904) привела к банкротству и судебному делу. В дальнейшем он был старейшиной театрального клуба Петербурга. В 1911 году принял участие в коллективном романе «Три буквы» на страницах «Синего журнала» (написал завершающие главы романа).
События революции и Гражданской войны Потапенко переждал в своём имении под Вологдой, затем жил в Витебской губернии, Таганроге, Житомире, Киеве.
В 1922 году вернулся в Петроград. В последние годы переиздавал дореволюционные сочинения, писал по старому шаблону рассказы и романы из советской жизни, последний роман — «Мёртвое море» — вышел в год кончины Потапенко. Похоронен на Литераторских мостках Волкова кладбища.
«Литературная газета» в некрологе писала: «Произведения Потапенко, написанные в старомодно-реалистическом стиле, который в ту пору пользовался симпатиями широких читательских кругов, проникнуты идеями умеренного либерализма. Критически относясь к выводимым им личностям чиновников, дельцов и т. п., И. Н. Потапенко, тем не менее, был далёк от какой бы то ни было революционности. Однако, он пользовался большой популярностью в либеральной литературной среде старой Москвы…».
Писатель Алексей Толстой, говоря как много дала ему советская власть, подчёркивал, что без неё он стал бы в лучшем случае каким-нибудь Потапенко.

## Семья
Дочери:
Дионисия (1887—1944) — писательница (псевдоним — Савватий), (в первом браке Охотникова (1-й муж М. М. Охотников), во втором — баронесса Врангель (2-й супруг барон А. К. Врангель) .
Наталья (1889—1974) — писательница, замужем за Александром Евгеньевичем Лагорио.